# James Tennent
James Tennent, né le 4 mars 1989 à Édimbourg (Écosse), est un coureur cycliste sud-africain. Il a notamment remporté une étape du Tour du Rwanda en 2011 et le classement général du Tour de Maurice en 2016. 

## Palmarès
- 2011
  - 7e étape du Tour du Rwanda
- 2012
  - Panorama Tour :
    - Classement général (avec Shaun Ward)
    - 1re, 3e et 4e étapes (avec Shaun Ward)
- 2014
  - 2e étape du Tour de Maurice
  - 2e du Tour de Maurice
- 2015
  - 4e étape du Clover Tour
  - 2e du Clover Tour
  - 3e du Tour de Maurice
- 2016
  - Classement général du Tour de Maurice

## Classements mondiaux
| Année           | 2012 |
| --------------- | ---- |
| UCI Africa Tour | 109e |